# Idriz Balani
Idriz Balani nacido el 3 de octubre de 1953 en Konispoli, Distrito de Sarandë, es un escultor albanés residente en Durrës.

## Datos biográficos
En 1954 su familia se trasladó a la playa de Durres. Allí estudió en la escuela hasta 1968. Desde 1971-1973 fue alistado en el Ejército de Albania para hacer el servicio militar obligatorio en Tirana. En 1972 terminó sus estudios en el Departamento de Bellas Artes de la Escuela Superior de Arte en Tirana. 
Desde 1975 a 1980 continuó sus estudios en el Instituto Superior de Bellas Artes en la especialidad de escultura monumental. Después de graduarse, se convirtió en maestro de dibujo en la localidad de Ishëm donde trabajó hasta 1984. En 1980 (el año de su graduación) trabajó junto con sus colegas Vasiliev Nini y Makri Mustaka bajo las órdenes del Escultor del Pueblo Mumtaz Dhrami en la realización de un monumento en Drashovicës. De 1984 a 1992 trabajó como profesor de escultura y otras disciplinas profesionales en el Liceo Artístico "Jan Kukuzeli" en la ciudad de Durres. Durante 1988 y 1989 completó cursos de postgrado para la crítica de arte.
En 1992 -1994 emigró a Grecia, donde trabajó como grabador en un taller de mármol en Atenas. Después de regresar a Albania abrió un taller para la elaboración del mármol y el granito en la ciudad de Durres, que todaviá está activo. 
Del 27 de julio de 2001 a agosto de 2004, trabajó en la oficina del Director de Educación, Cultura, Juventud, Deporte y Comunidades Religiosas en el Municipio de Durres. Desde enero de 2005 hasta junio de 2006 trabajó como Director de la Dirección Regional de  Durres, en  la sección de monumentos culturales. 

## Obras
Desde el final de la escuela hasta la fecha el escultor Idriz Balani ha realizado  estas obras de arte: el busto del Héroe Popular "Kozma Nushi" que se ha instaló en el jardín de la fábrica de caucho en Shkozet. El busto del Mártir "Grim Noga", que también se encuentra en el jardín frente a la fábrica de cigarrillos en Durres. El busto de "Naim Frashëri" , monumento en el patio de la escuela secundaria general, del mismo nombre de Durres. El tríptico en bajorrelieve situado enfrente de  la Escuela Secundaria "Leonik Tomeo". 
Es el autor del Monumento a Sabri Tuçit - Monumenti i Sabri Tuçit-  en Durres; encargado por la ciudad en memoria del escultor Sabri Tuçi; se trata de un monolito tallado que sirve de peana para el retrato de Sabri Tuçi moldeado en bronce por Idriz Balani. El bronce fue robado a finales de 2010
Trabajó en colaboración con Dhimitër Harallambi en el Monumento conmemorativo dedicado a los partisanos de la región de Kavaja en la ciudad de Kavaja. Hay varios retratos esculpidos en mármol y piedra que se encuentran en la galería de la ciudad.